# Richard P. Turco

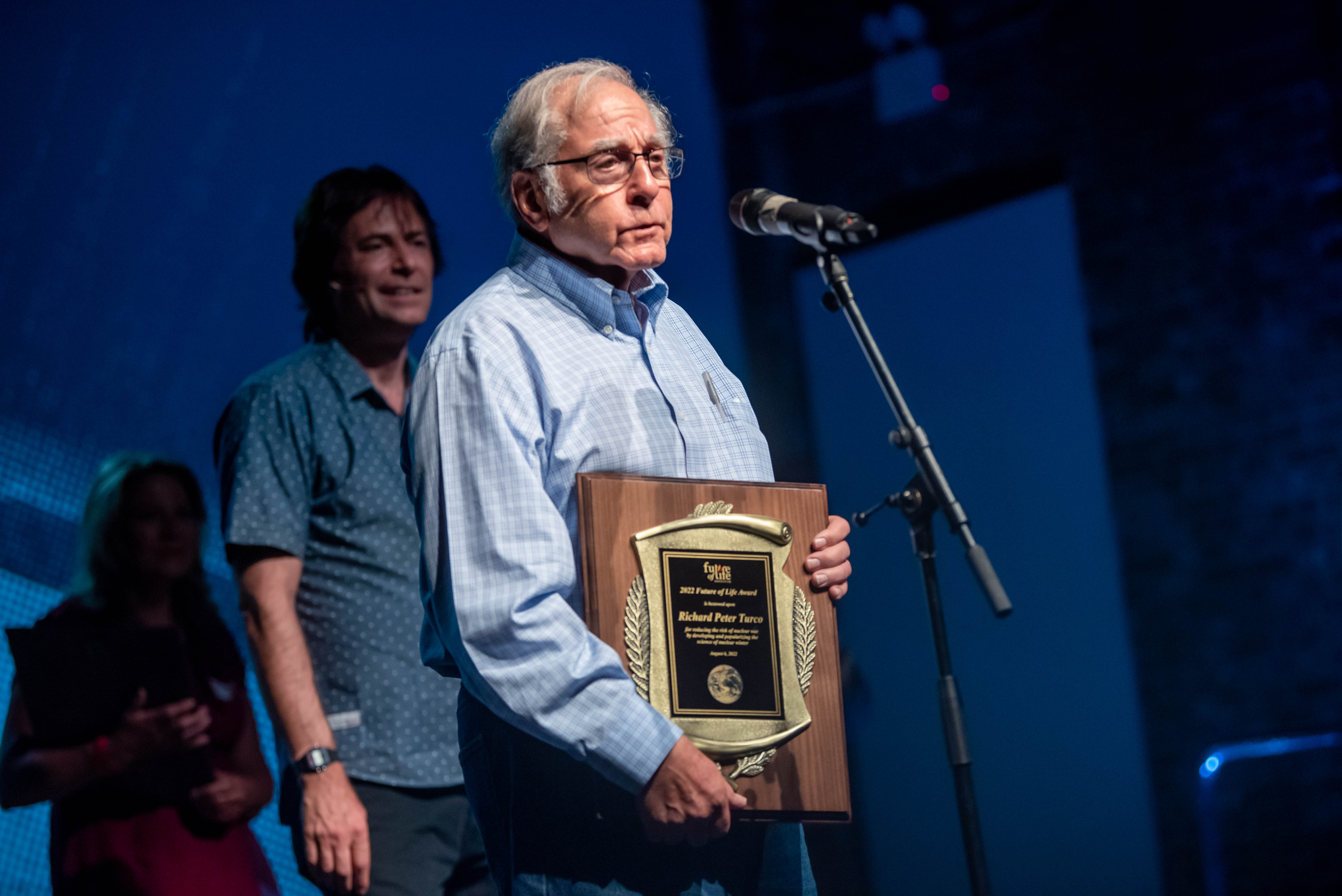
Richard P. Turco, 2022

Richard „Rich“ Peter Turco (* 9. März 1943 in New York City) ist ein US-amerikanischer Klimawissenschaftler.
Turco studierte Elektrotechnik an der Rutgers University mit dem Bachelor-Abschluss 1965 und an der University of Illinois at Urbana-Champaign mit dem Master-Abschluss 1967 und der Promotion in Elektrotechnik 1971. Danach war er bis 1988 bei R&D Associates als Wissenschaftler in der Atmosphären-Forschung. 1988 wurde er Professor in der Abteilung Atmospheric Science an der University of California, Los Angeles (UCLA). 1997 bis 2004 war er Direktor des Institute for Environment der UCLA.
Er forschte über Photochemie des Ozons und das Ozonloch, Chemie und Mikrophysik von Aerosolen, Luftverschmutzung in Städten, globalen Klimawandel und Effekt von Staubwolken bei Einschlägen von Meteoriten (was auch zu Forschung über Nuklearen Winter mit Carl Sagan führte).
1985 erhielt er den Leo Szilard Lectureship Award. 1986 war er MacArthur Fellow. 1983 und 1988 erhielt er den H. Julian Allen Award der NASA. Er ist Fellow der American Geophysical Union (AGU).
1981 bis 1991 war er Associate Editor des Journal of Geophysical Research. 1992 bis 1994 leitete er die Abteilung Atmospheric Science der AGU.

## Schriften
- mit Carl Sagan: A Path Where No Man Thought: Nuclear Winter and the End of the Arms Race, Random House 1990
- Earth under Siege: From Air Pollution to Global Change, Oxford UP 2002